# Азотни оксиди
Појам азотни оксиди се обично односи на бинарна једињења кисеоника и азота или њихова једињења:
- Азот-моноксид (NO), азот() оксид
- Азот-диоксид, азот() оксид
- Азот-субоксид, азот (I) оксид
- Азот-триоксид, азот() оксид, анхидрид азотасте киселине.
- Азот-тетроксид, азот() оксид
- Азот-пентоксид, азот() оксид, анхидрид азотне киселине

(Последња три са списка су нестабилна једињења.)
Хемијске реакције које доводе до настанка азотних оксида могу произвести неколико различитих једињења кисеоника и азота (различити пропорционални односи), у зависности од услова саме реакције. Ово је један од разлога зашто су споредни, нуспроизводи  непожељни; производња остала два стабилна оксида азота, која су узгред веома отровна, су законом регулисана.
- Азот-моноксид,
- Азот-диоксид, 2
- Азот-субоксид, N2O
- Азот-триоксид,
- Азот-тетроксид,
- Азот-пентоксид,

## 
је уопштена форма за моно-азотне оксиде(NO и ). Ови оксиди настају приликом процеса сагоревања, нарочито приликом процеса сагоревања на високим температурама.
На нормалној, амбијенталној, температури кисеоник и азот не реагују међусобно. Приликом рада мотора са унутрашњим сагоревањем, сагоревање смеше ваздуха и горива производи довољно високу температуру да би изазвало ендотермну реакцију атмосферског азота и кисеоника у пламену. У градовима где је саобраћај густ, количина азотних оксида је приметна и може бити чак и штетна.
У присуству вишка кисеоника, Азот-моноксид (NO) ће реаговати и настаће Азот-диоксид, а временски период ове реакције зависи од саме концентрације у ваздуху, види се на табели:
| концентрација у ваздуху () | Време потребно да се половина присутног NO оксидује у NO2 () |
| -------------------------- | ------------------------------------------------------------ |
| 20,000                     | 0.175                                                        |
| 10,000                     | 0.35                                                         |
| 1,000                      | 3.5                                                          |
| 100                        | 35                                                           |
| 10                         | 350                                                          |
| 1                          | 3500                                                         |

Када су  и неке од органских испарљивих смеша (VOC) заједно у ваздуху, и уз присуство сунчеве светлости, оне формирају фотохемијски смог, који даје велики удео у загађењу природе. Поред загађења ове компоненте и негативно утичу на човеково здравље.
1. Азот-диоксид, ако се раствори у влаги из ваздуха, формира компоненту (азотну киселину) киселе кише:

(Азот-диоксид + вода → азотаста киселина + азотна киселина).
1. Затим се азотаста киселина разлаже:

(азотаста киселина → азотна киселина + азот-моноксид + вода),
1. Где азот-моноксид реагује са кисеоником, оксидује, и формира азот-диоксид који опет реагује са водом и опет ствара азотну киселина:

(азот-моноксид + кисеоник + вода → азотна киселина).
Азот-моноксид такође учествује у стварању озона у тропосфери.

## Биогенетичко порекло
У пољопривреди употреба минералних ђубрива и обогаћивање земљишта азотним ђубривима такође припомаже обогаћивању атмосферских NOx, преко процеса денитрификације активне материје из минералног ђубрива помоћу микроорганизмима који поспешују процес.